# IAR Seriile 300 - 399
Seriile 300 - 399 este un termen tehnic și o exprimare abreviată folosit(ă) de constructorii români de aeronave referitor la anumite aeronave IAR – mai exact, elicoptere – produse de Industria Aeronautică Română, respectiv la câteva din sucursalele sale, IAR Bacău, IAR Brașov, IAR Buftea sau IAR Ghimbav.

### Grupul 300 - 399
- IAR-316
- IAR-317
- IAR-330
- IAR-330L Socat